# Old Rottenhat
Old Rottenhat è il quarto album da solista in studio del musicista progressive britannico Robert Wyatt. È stato pubblicato dalla Rough Trade nel 1985, a distanza di dieci anni dal precedente album in studio Ruth Is Stranger Than Richard. Nel periodo intercorso tra i due dischi Wyatt ha pubblicato diversi singoli, poi confluiti in due compilation del 1981 e del 1982, ed ha realizzato The Animals Film, la colonna sonora dell'omonimo film del 1982. Nel 1993 i brani di Old Rottenhat verranno riproposti come parte del CD Mid-Eighties.
Nel 1979 Wyatt era entrato nel Partito Comunista di Gran Bretagna, spinto dalla rabbia provocatagli dall'attività colonialista della NATO e dal protrarsi dell'apartheid in Sudafrica, e quando aveva ripreso a pubblicare dopo alcuni anni di semi-inattività, aveva messo la sua arte al servizio dell'ideologia politica, convinto che la carica rivoluzionaria del rock stesse perdendo credibilità. Con quest'opera è ritornato a comporre dopo che nei primi anni ottanta si era fatto apprezzare con dei singoli che erano cover di canzoni di protesta di altri artisti. Una delle sue principali preoccupazioni è stata che la musica di quest'album fosse strutturata in modo tale che i canali mediatici commerciali statunitensi non la trasmettessero.
Tutti i brani di Old Rottenhat sono coerenti con queste scelte ed hanno riferimenti politici relativi a scottanti realtà, come ad esempio "East Timor", che si occupa dei massacri che stavano avvenendo in quel paese con la copertura americana, ed "Alliance", che critica l'alleanza dell'SPD tedesco con i liberali. La musica accompagna in maniera solenne le denunce dell'autore, sfociando a volte in tenere ninna nanne in cui rifugiarsi per sfuggire agli orrori della società. Wyatt ha registrato l'album cantando e suonando da solo il pianoforte, la batteria e le percussioni. La sola collaborazione è quella dell'inseparabile moglie Alfreda Benge, a cui fa omaggio nel brano "P.L.A." (Poor Little Alfreda, povera piccola Alfreda), che oltre ad ispirarlo nelle composizioni, canta nel brano "Gharbzadegi" ed esegue come di consueto i disegni di copertina.

## Tracce

### Lato 1
1. "Alliance" (Robert Wyatt) – 4:24
2. "United States of Amnesia" (Robert Wyatt) – 5:50
3. "East Timor" (Robert Wyatt) – 2:52
4. "Speechless" (Robert Wyatt) – 3:37
5. "The Age of Self" (Robert Wyatt) – 2:50
6. "Vandalusia" (Robert Wyatt) – 2:44

### Lato 2
1. "The British Road" (Robert Wyatt) – 6:23
2. "Mass Medium" (Robert Wyatt) – 4:43
3. "Gharbzadegi" (Robert Wyatt) – 7:54
4. "P.L.A." (Robert Wyatt) – 2:31